# Eucorethrina
Genre
Eucorethrina est un genre d'insectes diptères nématocères de la famille des Chaoboridae.

## Liste d'espèces
Selon Catalogue of Life (19 février 2022) :
- †Eucorethrina convexa Lukashevich, 1996
- †Eucorethrina westwoodi Lukashevich, Coram & Jarzembowski, 2001

Selon Paleobiology Database (21 septembre 2019) :
- Eucorethrina convexa
- Eucorethrina flexa
- Eucorethrina westwoodi